# OTUD6B
OTUD6B‏ (OTU domain containing 6B) هوَ بروتين يُشَفر بواسطة جين OTUD6B في الإنسان.